# Type 094 (lớp tàu ngầm)
Tàu ngầm Hình 094 (tiếng Trung:094型) là loại tàu ngầm mang tên lửa đạn đạo được phát triển bởi Hải quân Quân giải phóng Nhân dân Trung Quốc. Đây là lớp tàu ngầm hạt nhân thế hệ thứ hai của Cộng hòa nhân dân Trung Hoa. Chiếc đầu tiên được đóng tại xưởng đóng tàu Huludao tỉnh Liêu Ninh, Trung Quốc. NATO gọi loại tàu ngầm này là lớp Tấn.

## Lịch sử
Việc phát triển loại tàu ngầm này bắt đầu từ những năm 1990.
Chiếc đầu tiên bắt đầu được đóng vào năm 1999 và hoàn thành vào tháng 7 năm 2004. Vào mùa thu năm 2009 hai chiếc tàu ngầm được đóng hoàn tất đã đưa vào thử nghiệm với các khả năng như lặn sâu, tốc độ, tác chiến và ẩn nấp. Hai chiếc này được thấy một ở Thanh Đảo, tỉnh Sơn Đông và một ở căn cứ hải quân Sanya ở đảo Hải Nam.
Hải quân Quân giải phóng Nhân dân Trung Quốc thông báo rằng họ đang tiến hành để thay thế và dừng hoạt động các tàu ngầm Hình 092.

## Thiết kế
Tàu ngầm Hình 094 có thiết kế khá giống tàu ngầm Hình 093 với vỏ tàu hình giọt nước và bốn bánh lái nằm ngang. Nó có trọng tải choán nước khá lớn từ 8.000 đến 9.000 tấn.
Tàu trông giống với các tàu ngầm của Liên Xô từ những năm 1960 nhưng khoang chứa tên lửa của loại tàu ngầm này thô hơn nhô lên quá cao và hơi lớn nên khi lặn nó sẽ tạo ra âm thanh lớn do lực cản của nước tác động vào. Nên tàu ngầm lớp Tấn bị các chuyên gia đánh giá là tính năng chạy êm thậm chí còn không bằng tàu ngầm do Liên Xô chế tạo 20 năm trước.